# Kotla (Polska)
Kotla (niem. Kuttlau) – wieś w Polsce położona w województwie dolnośląskim, w powiecie głogowskim, w gminie Kotla.

## Podział administracyjny
W latach 1954–1972 wieś należała i była siedzibą władz gromady Kotla. W latach 1975–1998 miejscowość administracyjnie należała do województwa legnickiego. Miejscowość jest siedzibą gminy Kotla.

## Demografia
Według Narodowego Spisu Powszechnego jest największą miejscowością tej gminy. W marcu 2011 liczyła 1514 mieszkańców.

## Gospodarka
Podstawą gospodarki jest rolnictwo i drobny przemysł.

## Zabytki
Do wojewódzkiego rejestru zabytków wpisane są obiekty:
- kościół parafialny pw. św. Marcina z XIV–XV w., XVIII w., 1930 r.
- zespół pałacowy:
  - pałac, z drugiej poł. XVII, XIX w.
  - park, z XVIII w., XIX w.
  - folwark:
    - dwie oficyny, XVIII, XX w.
    - dwie obory, z czwartej ćw. XIX w.
    - spichrz z wozownią, z czwartej ćw. XIX w.
    - gorzelnia, z XVIII w., XIX w.
    - warsztat, z czwartej ćw. XIX w.
    - kotłownia, z czwartej ćw. XIX w.
    - lodownia, z czwartej ćw. XIX w.
- dom nr 35 (d. nr 62), z XVIII w.
- dom nr 137 (167?)(d. nr 95), z XVIII w., XIX w.

inne zabytki:
- kamienny krzyż z rytem topora wmurowany w mur cmentarza kościelnego. Z krzyżem związana jest legenda, zanotowana w latach 20. XX w. przez nauczyciela z Jerzmanowej Arthura Wehlte. Według niej, w średniowieczu,  przy budowie wieży kościelnej pracowali ojciec z synem cieślą. Ojciec postanowił zmierzyć ustawienie wieży do pionu i kiedy stwierdził, że jednak ma odchylenie, wywiązał się między nim i synem gwałtowny spór. Rozzłoszczony syn rzucił z  wieży toporem w rodzica, trafiając go w głowę i zabijając na miejscu. Krzyż ma upamiętniać to morderstwo, a nocą w tym miejscu miał pojawiać się kot z gorejącymi oczami. Na fali mody związanej z tzw. krzyżami pokutnymi, również i ten krzyż zaczęto określać terminem krzyż pokutny. Należy jednak mieć na uwadze, że jest to także forma legendy gdyż nie ma żadnych dowodów, że krzyż związany jest z dopuszczalną w średniowieczu umową pomiędzy zabójcą a rodziną zabitego mającą zapobiec krwawej zemście, w której zabójca zobowiązywał się czasem również do wystawienia krzyża. Hipoteza o krzyżu pokutnym oparta jest jedynie na nieuprawnionym założeniu, że wszystkie stare kamienne krzyże monolitowe, zwłaszcza te z rytem broni,  o których nic nie wiadomo, są krzyżami  pokutnymi[6], chociaż w  rzeczywistości powód ich fundacji może być różnoraki, tak jak każdego innego krzyża.  Niestety legenda o pokutnym (pojednawczym) charakterze krzyża stała się na tyle popularna, że zaczęła być odbierana jako fakt i pojawiać się w lokalnych opracowaniach, informatorach czy przewodnikach jako informacja, bez uprzedzenia, że jest to co najwyżej luźna hipoteza bez żadnych bezpośrednich dowodów.

## Sport
Siedzibę ma tu Gminno-Ludowy Klub Sportowy Zryw Kotla, który swoje mecze piłki nożnej rozgrywa na Stadionie Gminnym przy ulicy Sportowej 2. Klub został założony w 1946 roku. Barwy klubu: pomarańczowo-czarne. W sezonie 2021-22 klub występuje w rozgrywkach Klasy B, grupa Legnica I
Od 2018 roku cyklicznie odbywa się tutaj bieg KotlActive Forest Run, którego organizatorem jest Gmina Kotla. Bieg jest rozgrywany na trzech dystansach o długości około 3 km, 8 km i 14 km. Trasy obejmują przeszkody naturalne (glinianki, rowy melioracyjne, zbiorniki wodne oraz przeszkody wybudowane takie jak równoważnia, ścianki itp.).